# Кур, Станислав
Станислав Кур (пол. Stanisław Kur; 14 ноября  1929, с. Дзецьолы Блыжче, Мазовецкое воеводство, Польская Республика) — польский католический священник, учёный-библеист, лингвист , знаток библейских языков, переводчик, педагог. Ректор Высшей семинарии св. Иоанна Крестителя в Варшаве (1982—1997).

## Биография
Рукоположен в 1953 году. Магистр эфиопологии.
С 1990 года — профессор Люблинского католического университета, Варшавского университета , Университета кардинала С. Вышиньского в Варшаве, Папского философского факультета в Варшаве.
Инициатор многих магистерских и докторских диссертаций в области библейского богословия. Воспитал ряд священников. Патролог.
В настоящее время епископский викарий Варшавской архиепархии. Апостольский протонотарий.
Перевёл Книгу Руфь для польского издания Библия тысячелетия (1965). Издал много эфиопских текстов.